# کافیپات (آریزونا)
کافیپات (به انگلیسی: Coffeepot) یک منطقهٔ مسکونی در ایالات متحده آمریکا است که در آریزونا واقع شده‌است. کافیپات ۱٬۵۴۸٫۱ متر بالاتر از سطح دریا واقع شده‌است.